# El Pilaret del Pla
El Pilaret del Pla és una muntanya de 2.044 metres que es troba al municipi de la Vall de Boí, a la comarca de l'Alta Ribagorça. Forma el punt emblemàtica del Circuït del Pilaret del Pla, per a raquetes de neu.